# Kokubunji
Kokubunji (国分寺?) y kokubunniji (国分尼寺?) son los términos usados para los principales templos budistas y conventos budistas, respectivamente, asignados históricamente a cada una de las antiguas provincias de Japón. El establecimiento de estos templos fue mediante orden del Emperador Shōmu en el año 741, con el objetivo de expandir la conversión de los habitantes al budismo.

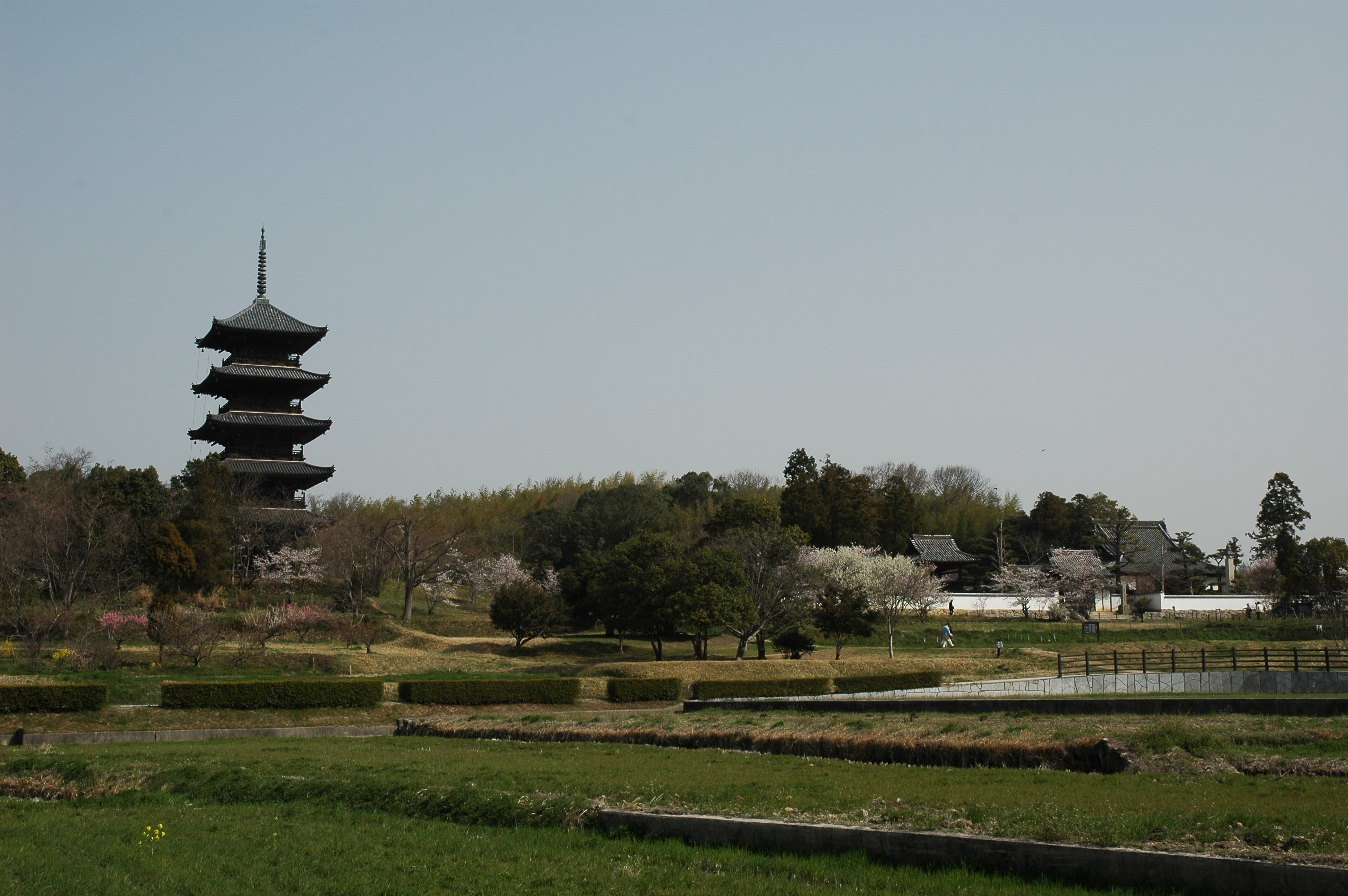
Bitchū-kokubunji

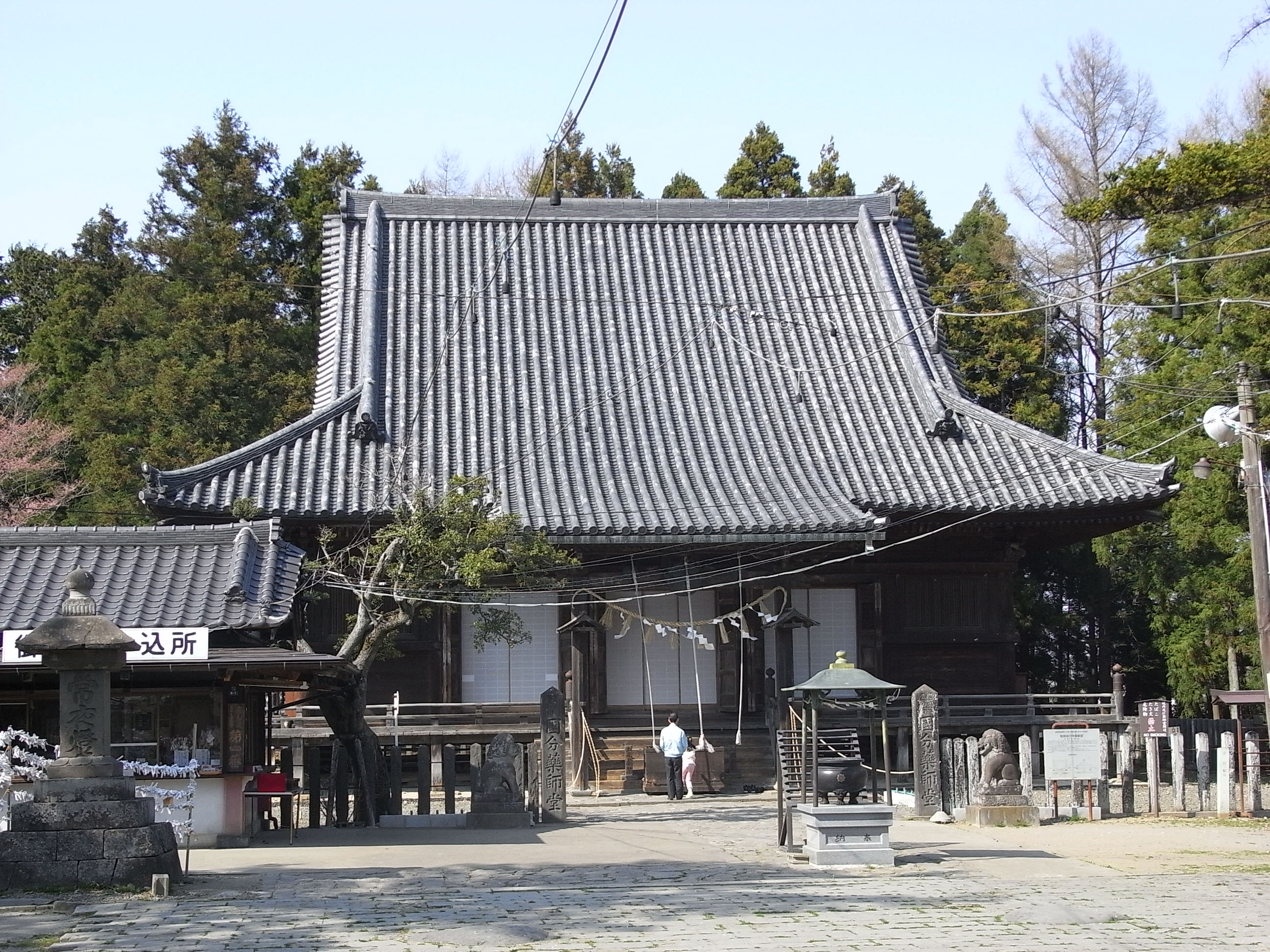
Mutsu-kokubunji

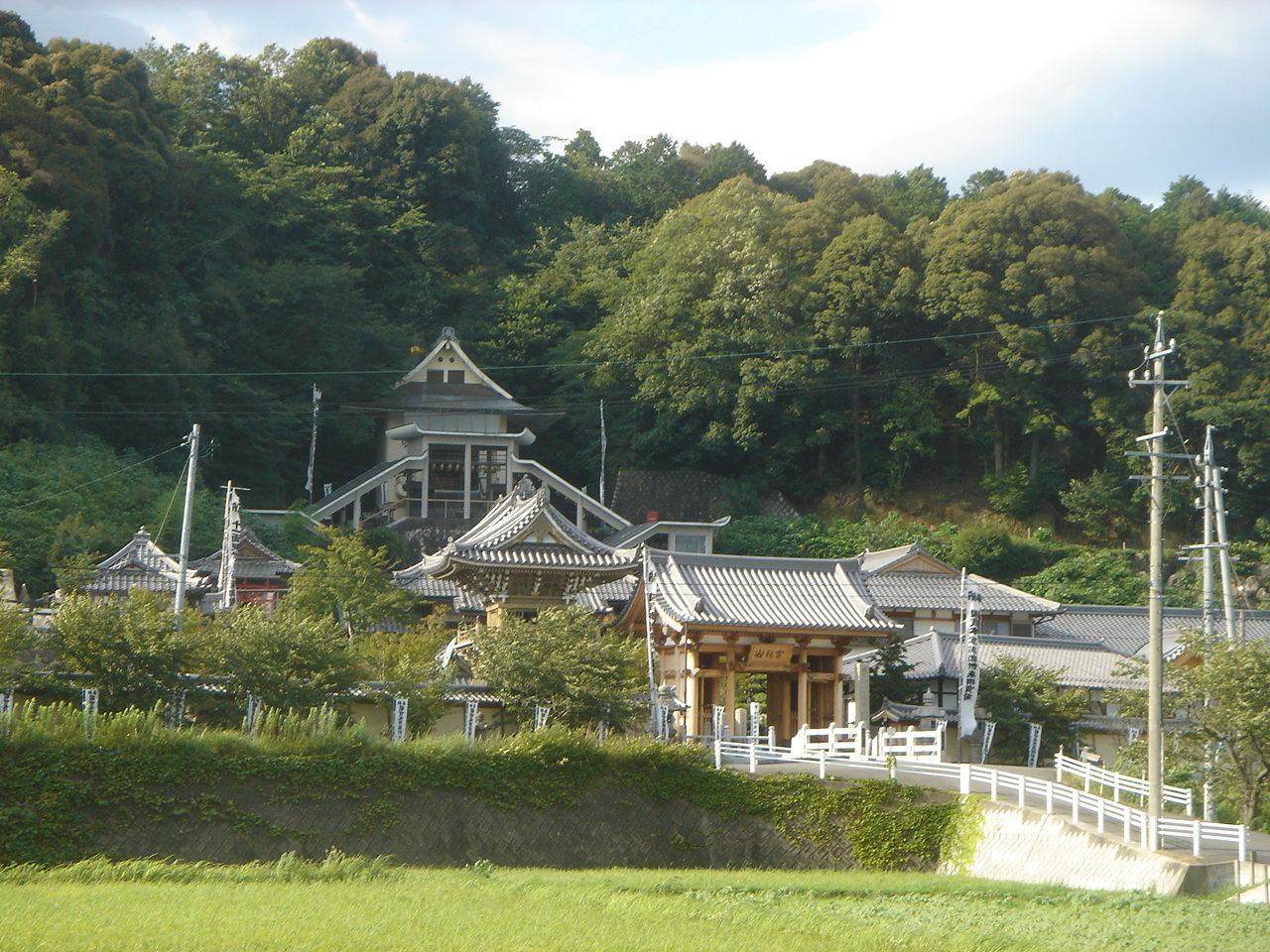
Mino-kokubunji

Los templos budistas kokubunji estarían centralizados por el Tōdai-ji, que se encargaría administrativamente a nivel nacional. Mientras que los kokubunniji estarían administrados desde el Hokke-ji.
El término kokubunji ha trascendido como un nombre para ciudades en Japón: Kokubunji (Kagawa), Kokubunji (Tokio) y Kokubunji (Tochigi).

## Principaleskokubunji
- Mutsu-kokubunji (provincia de Mutsu, hoy ubicado en Wakabayashi-ku, Sendai, prefectura de Miyagi)
- Sagami-kokubunji (provincia de Sagami, hoy ubicado en Ebina, prefectura de Kanagawa)
- Izu-kokubunji (provincia de Izu, hoy ubicado en Mishima, prefectura de Shizuoka)
- Mikawa-kokubunji (provincia de Mikawa, hoy ubicado en Toyokawa, prefectura de Aichi)
- Owari-kokubunji (provincia de Owari, hoy ubicado en Inazawa, prefectura de Aichi)
- Mino-kokubunji (provincia de Mino, hoy ubicado en Ōgaki, prefectura de Gifu)
- Hida-kokubunji (provincia de Hida, hoy ubicado en Takayama, prefectura de Gifu)
- Shinano-kokubunji (provincia de Shinano, hoy ubicado en Ueda, prefectura de Nagano)
- Noto-kokubunji (provincia de Noto, hoy ubicado en Nanao, prefectura de Ishikawa)
- Wakasa-kokubunji (provincia de Wakasa, hoy ubicado en Obama, prefectura de Fukui)
- Kokubunji (provincia de Ise, hoy ubicado en Kameyama, prefectura de Mie)
- Kii-kokubunji (provincia de Kii, hoy ubicado en Kinokawa, prefectura de Wakayama)
- Kokubunji (provincia de Yamato, hoy ubicado en Kashihara, prefectura de Nara)
- Kawachi-kokubunji (provincia de Kawachi, hoy ubicado en Kashiwara, prefectura de Osaka)
- Bitchū-kokubunji (provincia de Bitchū, hoy ubicado en Sōja, prefectura de Okayama)
- Oki-kokubunji (provincia de Oki, hoy ubicado en Okinoshima, prefectura de Shimane)
- Awa-kokubunji (provincia de Awa, hoy ubicado en Tokushima, prefectura de Tokushima)
- Sanuki-kokubunji (provincia de Sanuki, hoy ubicado en Takamatsu, prefectura de Kagawa)
- Tosa-kokubunji (provincia de Tosa, hoy ubicado en Nankoku, prefectura de Kōchi)
- Iyo-kokubunji (provincia de Iyo, hoy ubicado en Imabari, prefectura de Ehime)
- Chikuzen-kokubunji (provincia de Chikuzen, hoy ubicado en Dazaifu, prefectura de Fukuoka)
- Hyūga-kokubunji (provincia de Hyūga, hoy ubicado en Saito, prefectura de Miyazaki)
- Satsuma-kokubunji (provincia de Satsuma, hoy ubicado en Satsumasendai, prefectura de Kagoshima)
- Ōsumi-kokubunji (provincia de Ōsumi, hoy ubicado en Kirishima, prefectura de Kagoshima)